# Этмос
Этмос (в Финляндии Этимюсоя — фин. Ätimysoja) — река в Финляндии и России, протекает по Лапландии и Мурманской области. Устье реки находится в 98 км по левому берегу реки Нота. Длина реки составляет 20 км.

## Данные водного реестра
По данным государственного водного реестра России относится к Баренцево-Беломорскому бассейновому округу, водохозяйственный участок реки — Тулома от истока до Верхнетуломского гидроузла, включая Нот-озеро. Речной бассейн реки — бассейны рек Кольского полуострова, впадает в Баренцево море.
Код объекта в государственном водном реестре — 02010000312101000001578.